# Tempo de contribuição
Tempo de contribuição é o tempo contado de data a data, desde o início até a data do requerimento ou desligamento de atividade abrangida pela Previdência Social, descontados os períodos em que houve suspensão do contrato de trabalho, interrupção de exercício e desligamento da atividade.
A contagem do tempo de contribuição vai depender, além de outras peculiaridades, de cada categoria de segurado e do tipo de atividade.

## No Brasil
São contados como tempo de contribuição:
- o período de exercício de atividade remunerada abrangida pela Previdência Social urbana e rural, ainda que anterior à sua instituição, mediante indenização das contribuições relativas ao respectivo período;
- o período de vínculo empregatício do segurado empregado;
- o período de atividade do empregado doméstico;
- o período de atividade exercida como contribuinte individual, desde que devidamente recolhidas as contribuições;
- o período de atividade anterior à filiação obrigatória ao Regime Geral de Previdência Social, desde que devidamente comprovada e indenizada;
- o período de atividade como ministro de confissão religiosa, desde que recolhidas as respectivas contribuições;
- o tempo de serviço de segurado especial, desde que haja contribuição facultativa à Previdência Social;
- o período de contribuição efetuada por segurado depois de ter deixado de exercer atividade remunerada que o enquadrava como segurado obrigatório da Previdência Social;
- o período em que o segurado esteve recebendo auxílio-doença ou aposentadoria por invalidez, entre períodos de atividade;
- o período em que o segurado esteve recebendo benefício por incapacidade por acidente de trabalho, intercalado ou não;
- o tempo de serviço militar, salvo se já contado para outro regime previdenciário;
- o período em que a segurada esteve recebendo salário-maternidade;
- o período de contribuição efetuada como segurado facultativo;
- o tempo de serviço público federal, estadual, do Distrito Federal ou municipal, inclusive o prestado à autarquia, à sociedade de economia mista ou à fundação instituída pelo Poder Público, regularmente certificado;
- o tempo de exercício de mandato classista junto a órgão de deliberação coletiva em que, nessa qualidade, tenha havido contribuição previdenciária;
- o período de licença remunerada, desde que tenha havido desconto de contribuições;
- o período em que o segurado tenha sido colocado pela empresa em disponibilidade remunerada, desde que tenha havido desconto de contribuições;
- o tempo de serviço prestado à Justiça dos Estados, às serventias extrajudiciais e às escrivanias judiciais, desde que não tenha havido remuneração pelos cofres públicos e que a atividade não estivesse à época vinculada a regime próprio de Previdência Social;
- o período de atividade na condição de empregador rural, desde que comprovado o recolhimento da contribuições, com indenização do período anterior;
- o tempo de exercício de mandato eletivo federal, estadual, distrital ou municipal, desde que tenha havido contribuição em época própria e não tenha sido contado para efeito de aposentadoria por outro Regime de Previdência Social;
- o tempo de contribuição efetuado pelo servidor da União, Estado, Distrito Federal ou Município, incluídas suas autarquias e fundações, ocupante, exclusivamente, de cargo em comissão declarado em lei de livre nomeação e exoneração;
- o tempo de contribuição do servidor do Estado, Distrito Federal ou Município, bem como o das respectivas autarquias e fundações, ocupante de cargo efetivo, desde que, nessa qualidade, não esteja amparado por Regime Próprio de Previdência Social;
- o tempo de contribuição efetuado pelo servidor contratado pela União, Estado, Distrito Federal ou Município, bem como pelas respectivas autarquias e fundações, por tempo determinado, para atender a necessidade temporária de excepcional interesse público;
- para o trabalhador avulso, o período em que, efetivamente, tenha exercido atividade, computando-se os respectivos meses integralmente e excluindo-se aqueles em que, embora o segurado estivesse à disposição do sindicato, não tenha havido exercício de atividade;
- o tempo exercido na condição de aluno-aprendiz, referente ao período de aprendizado profissional realizado em escola técnica, desde que comprovada a remuneração, mesmo que indireta, à conta do orçamento público e o vínculo empregatício.